# Битка при Жюмонвил Глен
Битката при Жюмонвил Глен (Жюмонвилова афера) е битка между британските колониални войски под командването на Джордж Вашингтон и френската армия в местността Жюмонвил Глен, в Северна Америка на 28 май 1754 г. С нея започва колониален конфликт между Франция и Англия, наречен Френската и индианска война.

## Предистория
През 1753 г. напрежението на границата между колониалните владения на Англия и Франция в долината на река Охайо достига апогея си. Узнавайки за претенциите на англичаните над тези земи, крепящи се най-вече на правата на тъй наречената Охайска компания, френското командване предприема строителство на укрепления за защита от възможна военна заплаха. През зимата на 1753 – 1754 г. офицерът от британските колониални войски Джордж Вашингтон е поканен на преговори с френското командване. Преговорите се провалят, тъй като французите твърдо заявяват, че не искат да загубят тези земи.
След това, през март 1754 г., губернаторът на Вирджиния Робърт Динуиди предлага на подполковник (по други сведения – майор) Джордж Вашингтон да оглави отрядите в Охайо и да започне строителството на форт при вливането на река Охайо в Алегени. По това време встъпителният отряд, ръководен от Вашингтон, наброява 186 души (по-късно се присъединяват и войници от разквартирувания в Уинчестър полк). Още по-рано в Охайо настъпва авангард начело с капитан Уилям Трент. На 17 февруари отрядът на Трент от 40 въоръжени мъже започва да строи форт на същото място. Но скоро среща голям френски отряд от 800 души. Френските офицери ги подлагат на избор: да загинат в недостроения форт или да се върнат назад. Трент и войниците му решават, че е най-разумно да се върнат назад и да изоставят форта, а по пътя се присъединяват към главните сили под ръководството на Вашингтон. По това време французите довършват работата на англичаните и създават силния форт Дюкен.
Получавайки известието за Трент и неговите неуспехи, Вашингтон решава да не се връща, а да построи новия форт на 37 км по-нататък и поисква по-нататъшни указания. На 23 май френското командване решава да притисне англичаните на тяхната територия, изпращайки отряд от 50 души под командването на Жозеф Кулон дьо Вил Жюмонвил срещу войската на Вашингтон. След получаването на известието за френското настъпление, Вашингтон се приготвил за атака.

## Битка
На 27 май Джордж Вашингтон получава известие от вожда на съюзническо индианско племе за местоположението на френския лагер. Сутринта на 28 май той оглавява войска от 40 души и напада лагера. Французите забелязват противника и вдигат тревога. Битката продължава около 15 минути. Английските войници бързо разбиват френските войници, загубвайки само един човек, а двама други са ранени. Войската на французите загубва 10 – 12 души, сред ранените е и командирът Жюмонвил (скоро убит от индианците), и 21 войници попадат в плен. Скоро Вашингтон се връща с отряда обратно и започва строителството на форт Несесити. Този инцидент слага началото на мащабен военен конфликт между французите и англичаните в Северна Америка, наричан Френската и индианска война.